# Castilleja affinis
Castilleja affinis es una especie del género Castilleja conocida con el nombre común de "coast Indian paintbrush". Es originaria del oeste de América del Norte desde Washington hasta Baja California, donde crece en colinas y montañas, en las laderas a lo largo de la costa y el interior.

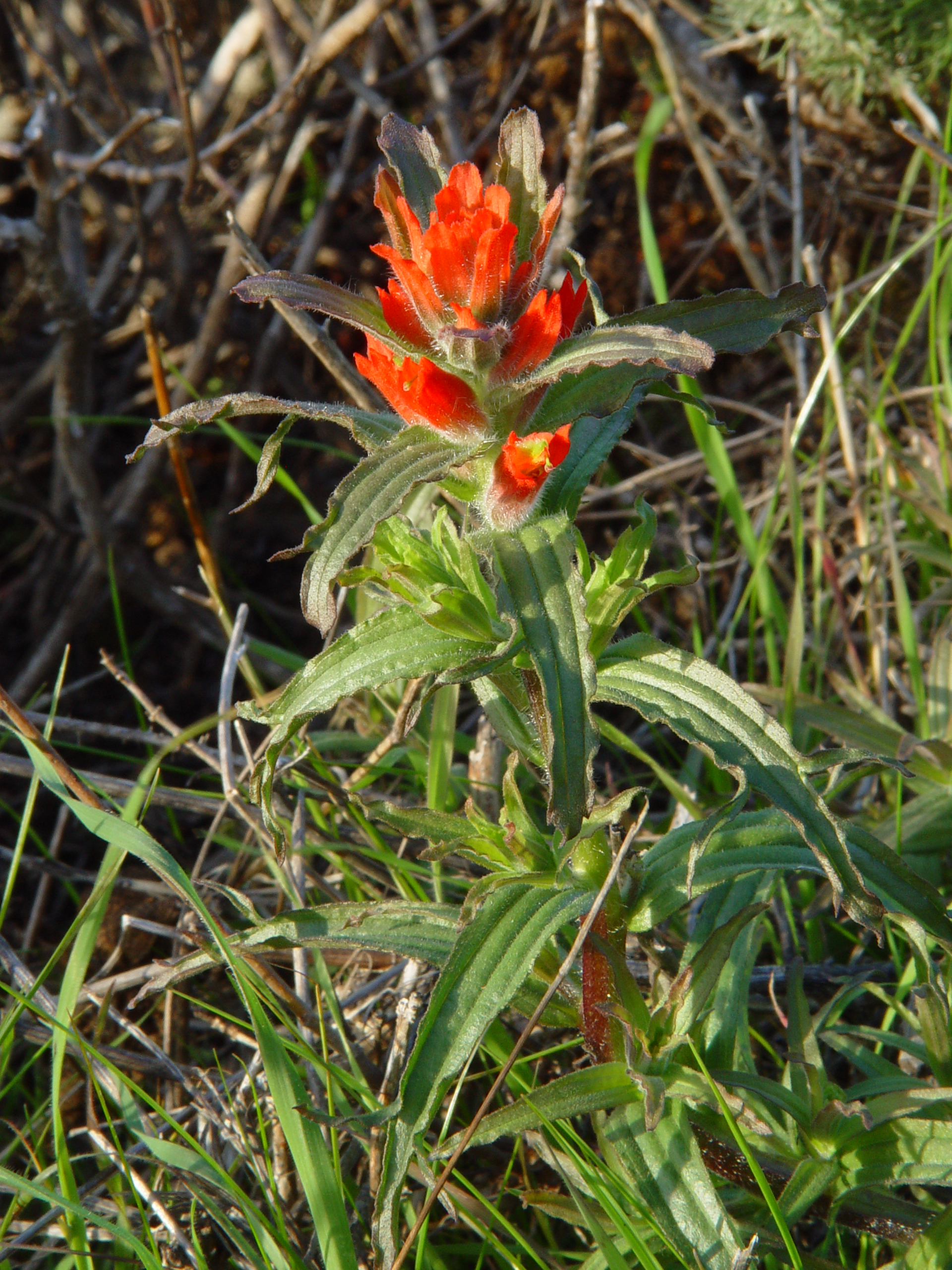
Vista de la planta

## Descripción
Esta es una planta herbácea perenne que crece con un tallo erecto de hasta unos 60 centímetros de altura máxima. Es de color verde o violeta y puede ser muy peludo. Las hojas son de formas variables de hasta 8 centímetros de largo. La inflorescencia con una serie de brácteas en tonos de rojo brillante a amarillo. Las flores aparecen entre las brácteas y son un poco más largas y cubiertas de pelos. Son de color verde a morado forrada de rojo o amarillo. El fruto es una cápsula de poco más de un centímetro de largo. 

## Taxonomía
Castilleja affinis fue descrita por Hook. & Arn. y publicado en The Botany of Captain Beechey's Voyage 154. 1841[1833].
Etimología
Castilleja: nombre genérico que fue otorgado en honor del botánico español Domingo Castillejo (1744-1793).
affinis: epíteto latino que significa "del campo, campestre".
Variedades:
Tiene tres subespecies:
- Castilleja affinis subsp. affinis Hook. & Arn.
- Castilleja affinis subsp. litoralis (Pennell) Chuang & Heckard
- Castilleja affinis subsp. neglecta (Zeile) Chuang & Heckard

Sinonimia
- Castilleja anacapensis Dunkle
- Castilleja californica Abrams
- Castilleja douglasii Benth.
- Castilleja inflata Pennell
- Castilleja latifolia subsp. insularis Eastw.
- Castilleja latifolia var. rubra (Pennell) J.T.Howell
- Castilleja multisecta Eastw.
- Castilleja parviflora var. californica (Abrams) Zeile
- Castilleja parviflora var. douglasii (Benth.) Jeps.
- Castilleja polytoma Eastw.
- Castilleja wightii subsp. anacapensis (Dunkle) Pennell
- Castilleja wightii subsp. inflata (Pennell) Munz
- Castilleja wightii subsp. rubra Pennell[3]